# Aborichthys kempi
Aborichthys kempi е вид лъчеперка от семейство Nemacheilidae. Видът е почти застрашен от изчезване.

## Разпространение
Разпространен е в Индия (Аруначал Прадеш и Мегхалая) и Мианмар.

## Описание
На дължина достигат до 8,1 cm.